# Physandra
Physandra là chi thực vật có hoa trong họ Amaranthaceae.